# خوسيه ألينكار
خوسيه ألينكار (17 أكتوبر 1931 - 29 مارس 2011) رجل أعمال برازيلي وسياسي شغل منصب النائب الثالث والعشرون لرئيس البرازيل في الفترة من 1 يناير 2003 إلى 31 ديسمبر 2010. في مجال الأعمال التجارية منذ سن مبكرة أصبح ألينكار مليونيرًا عصاميًا وهو الرئيس التنفيذي لشركة كوتيميناس إحدى الشركات الرائدة في تصنيع المنسوجات. في التسعينيات أعد ألينكار ابنه لخلافته في الشركة.
اختار دخول السياسة في ولايته ميناس جيرايس. كان لدى ألينكار برنامج سياسي موجه نحو الأعمال التجارية، يدعو إلى تحرير السوق وتحرير الإنتاج. تلقت حملاته السياسية الباهظة أموالًا ضخمة من كوتيميناس. بعد فشل في انتخابات عام 1994 لمنصب حاكم ولاية ميناس جيرايس فاز في انتخابات عام 1998 كعضو في مجلس الشيوخ يمثل ولايته.
في عام 2002 تمت دعوة ألينكار من قبل حزب العمال اليساري للترشح لمنصب نائب الرئيس. أثبت التحالف بين زعيم الاتحاد اليساري وألينكار وهو رجل أعمال متمرس نجاحه. فازوا في الانتخابات العامة البرازيلية لعام 2002 وأعيد انتخابهم في عام 2006. على مر السنين طور لولا دا سيلفا وألينكار صداقة وثيقة وحنونة. تم تشخيص إصابته بسرطان المعدة والكلى عام 1997، وتوفي بالمرض عام 2011.
أصبح ألينكار يحظى بالاحترام بين الصحفيين والسياسيين بسبب شخصيته المفعمة بالحيوية وسلوكه الودي. تغلب على افتقاره إلى التعليم الرسمي. واستنادًا إلى نجاحه التجاري دافع عن ضرائب أقل لا سيما الضرائب غير المباشرة على المستهلكين، ونظام ضريبي أبسط انخفاض أسعار الفائدة وزيادة الرقابة على الصناعة المصرفية، والرعاية الاجتماعية وبرامج المساعدة. كنائب للرئيس تحدث ألينكار أحيانًا ضد السياسات التقليدية لحكومته، مما تسبب في إحراج زملائه من أعضاء الإدارة. كما أن تصميمه الذي لا يتزعزع على العيش في مواجهة السرطان المميت قد أثر أيضًا على الإدراك العام ، أثناء وبعد فترة وجوده في المنصب.